# Eva Czemerys
Eva Czemerys, née en 1940 à Munich en Allemagne et morte en 1996, est une actrice du cinéma italien et plus particulièrement de comédies érotiques italiennes.

## Biographie
Eva Czemerys est née à Munich de parents russes. Alors qu'elle est âgée d'un an, sa famille déménage à Rome. Elle étudie le théâtre et fait ses débuts en tant qu' actrice principale, en 1971, dans Bella di giorno moglie di notte. Eva Czemerys est une starlette mineure du cinéma italien, en particulier des comédies érotiques italiennes et des films du genre Giallo.
Elle prend sa retraite du cinéma dans le milieu des années 1980 et s'oriente vers le bénévolat.

## Filmographie

### Cinéma
- 1971 : Prostituée le jour, épouse la nuit (Bella di giorno moglie di notte) de Nello Rossati : Paola
- 1972 : Georgina, la nonne perverse (it) (Cristiana monaca indemoniata) de Sergio Bergonzelli : La mère de Cristiana
- 1972 : La gatta in calore de Nello Rossati : Anna
- 1972 : La Proie des nonnes (L'arma, l'ora, il movente) de Francesco Mazzei : Giulia Pisani
- 1972 : Obsédé malgré lui (All'onorevole piacciono le donne) de Lucio Fulci : La femme du rêve
- 1972 : Les Nuits érotiques d'une courtisane (Poppea... una prostituta al servizio dell'impero) d'Alfonso Brescia : La vierge de Cappadocia
- 1972 : Bacchanales pour nuits de noces (de) (Hochzeitsnacht-Report) d'Hubert Frank : Evelyn
- 1973 : 24 ore... non un minuto di più de Franco Bottari : Angela
- 1973 : La Vie sexuelle dans les prisons de femmes (Diario segreto da un carcere femminile) de Rino Di Silvestro : Mammasantissima
- 1973 : Una vita lunga un giorno de Ferdinando Baldi : La femme de Philippe
- 1973 : Malicieuse à seize ans (it) (Sedici anni) de Tiziano Longo : Mara
- 1974 : Il figlio della sepolta viva (it) de Luciano Ercoli : Giovanna de Cambise
- 1974 : Juegos de sociedad de José Luis Merino : Montse
- 1974 : L'Assassin a réservé 9 fauteuils (L'assassino ha riservato nove poltrone) de Giuseppe Bennati : Rebecca Davenant
- 1974 : Morbosità de Luigi Russo
- 1975 : Comment tuer un juge (Perché si uccide un magistrato) de Damiano Damiani : Sibilla, la maîtresse de Solaris (sous le nom d'« Eva Cemerys »)
- 1975 : Roma drogata: la polizia non può intervenire de Lucio Marcaccini : La mère de Rudy
- 1983 : Les Guerriers du Bronx 2 (Fuga dal Bronx) d'Enzo G. Castellari : La mère de Trash
- 1985 : Le feu sous la peau de Gérard Kikoïne : Audrey (sous le nom d'« Eva Cemerys »)